# Endomychus armeniacus
Endomychus armeniacus es una especie de coleóptero de la familia Endomychidae.

## Distribución geográfica
Habita en el Cáucaso (Armenia).